# ENFP

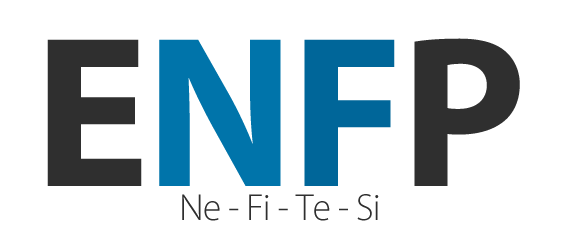
ENFP.

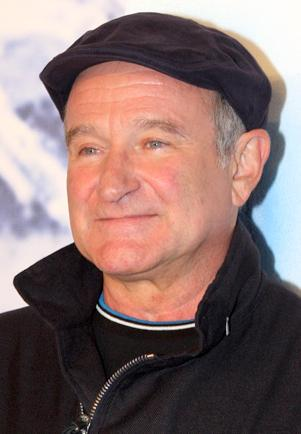
Robin Williams pudo haber tenido una personalidad ENFP.

ENFP (Extraversión, iNtuición, sentimiento —Feeling—, Percepción) son unas siglas en inglés empleadas para describir uno de los dieciséis tipos de personalidad en el Indicador Myers-Briggs (MBTI). La metodología de evaluación MBTI fue desarrollada a partir de los trabajos del psiquiatra Carl G. Jung en su obra Tipos psicológicos, en la que propuso una tipología psicológica basada en sus teorías de funciones cognitivas.
A partir del trabajo de Jung, otros investigadores continuaron con el desarrollo de tipologías psicológicas. Entre los tests de personalidad más difundidos se encuentran el test MBTI, desarrollado por Isabel Briggs Myers y Katharine Cook Briggs, y el Keirsey Temperament Sorter, desarrollado por David Keirsey. Keirsey se refiere a los ENFP como los campeones, uno de los cuatro tipos pertenecientes al temperamento que Keirsey denomina idealista.
Siendo uno de los dieciséis tipos de personalidad menos frecuente, aproximadamente el 6-7% de la población posee una personalidad tipo ENFP.

## Instrumento del Indicador MBTI

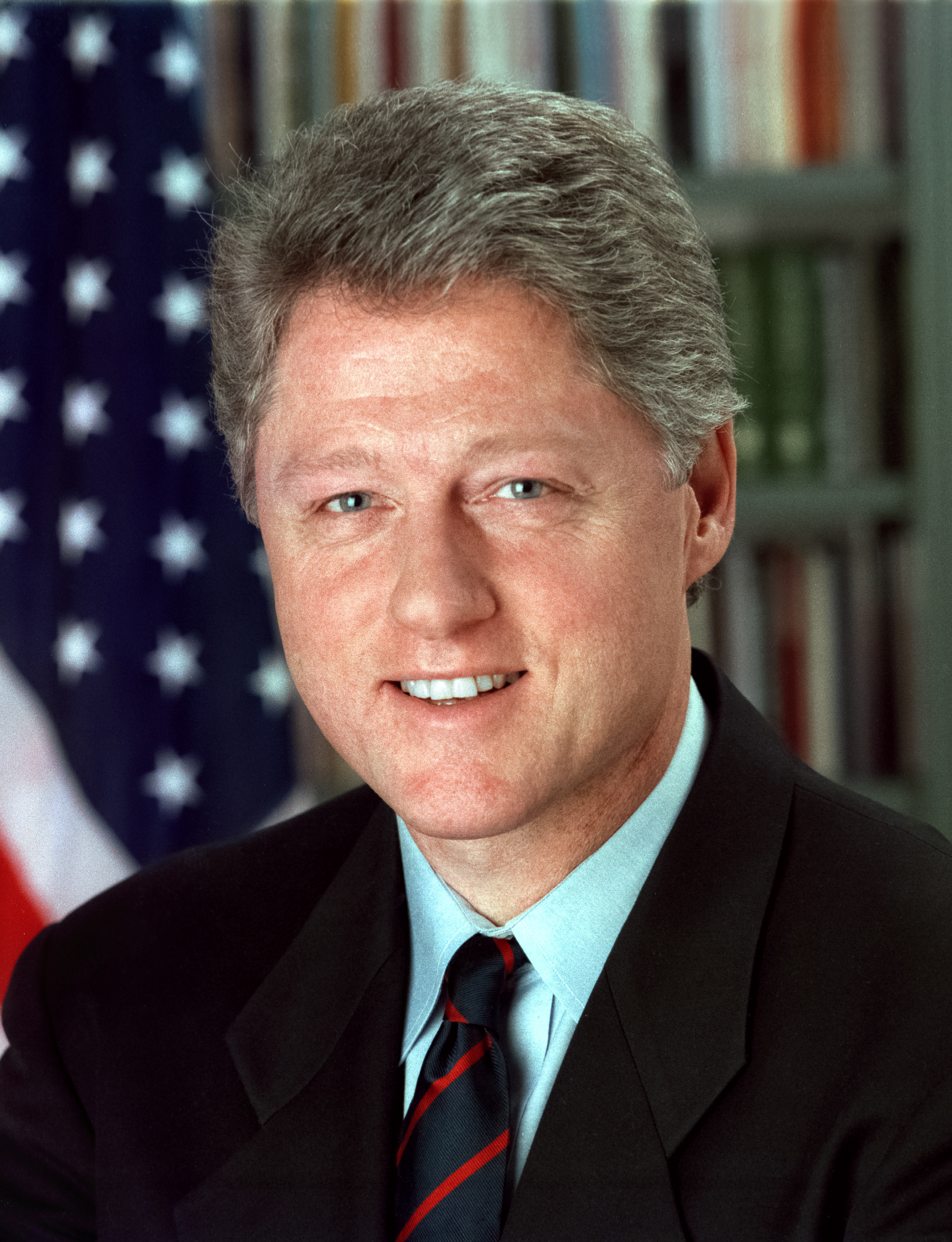
Bill Clinton, otro posible ejemplo de ENFP.

Las preferencias MBTI indican las diferencias en las personas basadas en lo siguiente:
- Cómo enfocan su atención u obtienen su energía (Extraversión o Introversión)
- Cómo perciben o toman la información (Sensación o Intuición)
- Cómo prefieren tomar decisiones (Pensamiento o Sentimiento)
- Cómo se orientan hacia el mundo exterior (calificador o "Judging"  y Prospección)

Al usar sus preferencias en cada una de estas áreas, las personas pueden desarrollar lo que Jung y Myers llamaban tipos psicológicos. Este patrón de personalidad fundamental resulta de la interacción dinámica de las cuatro preferencias, en relación  con sus influencias ambientales y sus tendencias individuales propias. Las personas son propensas a desarrollar conductas, habilidades y actitudes en función de su tipo particular. Cada tipo de personalidad tiene su propia fuerza potencial como también áreas que ofrecen la oportunidad de ser desarrolladas.
La herramienta del MBTI consiste en preguntas de opción múltiple que responde a las bases de las cuatro dicotomías (par de opuestos psicológicos). Dieciséis resultados son posibles, cada uno identificado por su propio código de cuatro letras y es denotado por su letra inicial. (La N es usada para Intuición, ya que la I es usada para Introversión). El MBTI tiene aproximadamente un 75% de precisión de acuerdo con su propio manual.

### La preferencia MBTI para el tipo de personalidad ENFP
- E - Extraversión en contraposición a la introversión: los ENFP obtienen energía a través de la interacción con otras personas u objetos del mundo exterior. Disfrutan teniendo un amplio número de amistades.[3]
- N - Intuición en contraposición a la sensación: los ENFP tienden a ser más abstractos que concretos. Se concentran en el cuadro grande en lugar de en sus detalles, y en las posibilidades futuras más que en la realidad inmediata.[3]
- F - Feeling (sentimiento) en contraposición al pensamiento: los ENFP tienden a valorar las consideraciones personales sobre los criterios objetivos. Al tomar decisiones, suelen dar más peso a las implicaciones sociales más que a la lógica.[3]
- P - Prospección en contraposición a la calificación: los ENFP tienden a aplazar los juicios y a retrasar las decisiones importantes, prefiriendo mantener sus opciones abiertas por si las circunstancias cambiasen.[3]

## Características del tipo ENFP
A menudo son descritos como los activistas o los descubridores, de espíritu libre y el alma de las fiestas. Son cálidos y entusiastas, generalmente alegres y llenos de potencial. Viven en un mundo lleno de posibilidades y se emocionan y apasionan por las cosas que realmente les gustan. Son buenos analizando temas complejos, especialmente en las cosas que les interesan. Asimismo, su entusiasmo les da la habilidad de motivar e inspirar a otros. Usan sus valores morales, sentimientos y criterios subjetivos para resolver problemas y tomar decisiones. Les motiva sobremanera ser apreciados. Tienden a evitar conflictos y discusiones puesto que prefieren mantener sus opciones abiertas. Se adaptan y se dejan llevar con facilidad. En resumen, viven el aquí y el ahora. Los ENFP son encantadores, animosos, ingeniosos, espontáneos, creativos, imaginativos, flexibles, proactivos, arriesgados e independientes.

## Funciones cognitivas de los ENFP

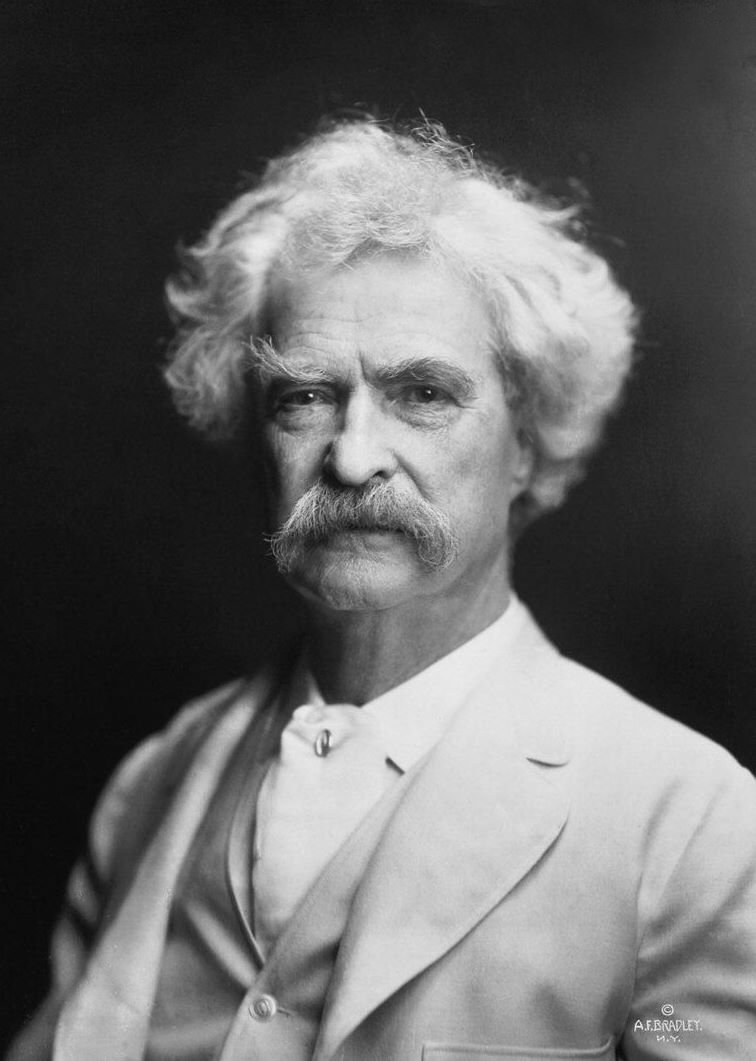
Mark Twain también pudo haber tenido una personalidad ENFP.

Partiendo de la teoría de Jung, Isabel Myers propuso que para cada personalidad las funciones cognitivas (sensación, intuición, pensamiento y sentimiento) forman una jerarquía. Esta jerarquía representa el patrón de comportamiento por defecto del individuo.
La función Dominante es el papel preferido por el tipo de personalidad, aquel con el que se sienten más cómodos. La función Auxiliar secundaria sirve como apoyo y amplía la función Dominante. Si la Dominante es una función de recopilación de información (sensación o intuición), la Auxiliar es una función de toma de decisiones (sentimiento o pensamiento), y viceversa. La función Terciaria está menos desarrollada que la Dominante y la Auxiliar, pero madura con el tiempo, completando las habilidades de la persona. La función Inferior es el talón de Aquiles del individuo, aquella con la que la persona se siente más incómodo. Al igual que la Terciaria, la función Inferior mejora con la madurez.
Jung y Myers consideraron que la actitud de las funciones Auxiliar, Terciaria e Inferior es contraria a la Dominante. Según esta interpretación, si la función Dominante es extravertida, entonces las otras tres son introvertidas, y viceversa. No obstante, muchos practicantes modernos sostienen que la Terciaria es igual que la Dominante. Usando las más modernas interpretaciones, las funciones cognitivas del ENFP son las siguientes:

### Dominante: intuición extravertida (Ne)
El Ne busca e interpreta significados ocultos, usando preguntas hipotéticas para explorar alternativas, permitiendo coexistir a multitud de posibilidades. Este proceso imaginativo une deducciones y experiencias de varias fuentes para formar un todo que puede convertirse en un catalizador de la acción. Los ENFP se dirigen al mundo principalmente a través de su intuición. Prefieren ver el cuadro grande, identificando patrones y el flujo de la existencia desde el pasado hacia el futuro.

### Auxiliar: sentimiento introvertido (Fi)
La función Fi filtra información basada en interpretaciones de valor, formando juicios según unos criterios que a menudo son intangibles. El Fi mantiene constantemente en equilibrio un grupo interno de valores como la armonía y la autenticidad. En consonancia con distinciones sutiles, el Fi siente de manera innata lo verdadero y lo falso en una situación.

### Terciaria: pensamiento extravertido (Te)
El Te organiza y programa las ideas y el ambiente para asegurar la eficiencia y la persecución productiva de los objetivos. Busca explicaciones lógicas para acciones, eventos y conclusiones, buscando razonamientos defectuosos y errores en la secuencia. Esta función permite al ENFP a concentrarse en los detalles externos, pero al ser la función terciaria, requiere de gasto de mucha energía y no es tan confiable.

### Inferior: sensación introvertida (Si)
La función Si recolecta datos del presente y los compara con experiencias pasadas, un proceso que a veces evoca los sentimientos asociados con la memoria, como si el individuo lo estuviera volviendo a vivir. Buscando proteger lo familiar, el Si hace uso de la historia para formar objetivos y expectativas sobre lo que sucederá en el futuro. Esta función le da al ENFP la tendencia al ensoñamiento y hace que se distraigan más a menudo.

### Funciones sombra
Los más recientes investigadores de la personalidad (especialmente Linda V. Berens) añadieron cuatro funciones a la jerarquía descendente, las llamadas "funciones sombra" hacia las que el individuo no está naturalmente inclinado pero que pueden revelarse cuando la persona está bajo estrés. Para los ENFP, las funciones sombra son:
- Intuición introvertida (Ni): atraídos a las acciones u objetos simbólicos, la función Ni sintetiza aparentes paradojas para crear lo inimaginable anteriormente. Estas deducciones vienen con una certeza que pide acción para satisfacer una nueva visión del futuro, soluciones que pueden incluir complejos sistemas o verdades universales.[5]

- Sentimiento extravertido (Fe): la función Fe busca conexiones sociales y crea armoniosas interacciones a través de un comportamiento educado, apropiado y considerado. El Fe responde a los deseos explícitos (e implícitos) de los demás, y pueden llegar a crear un conflicto interno entre las propias necesidades del sujeto y el deseo de cumplir con las necesidades de los demás.[5]

- Pensamiento introvertido (Ti): el Ti busca precisión, como la palabra exacta para expresar una determinada idea. Se da cuenta de las ligeras diferencias que definen la esencia de las cosas, y luego las analiza y clasifica. El Ti examina todos los lados de un problema, buscando resolverlo con el mínimo esfuerzo y riesgo. Usa modelos que erradiquen la inconsistencia lógica.[5]

- Sensación extravertida (Se): el Se se concentra en las experiencias y sensaciones del mundo físico. Con una aguda conciencia de lo que le rodea, lleva los hechos y detalles relevantes al frente, lo que puede llevar a la acción espontánea.[5]